# Lothar Hauser
Lothar Hauser, Lothar Carl Frhr. von Hauser (ur. 27 kwietnia 1874 w Denta, hrabstwo Temesvar, Austro-Węgry, ob. Rumunia, zm. 10 listopada 1926 w Budapeszcie) – austro-węgierski arystokrata (baron), prawnik oraz urzędnik konsularny.

## Życiorys
Syn Bernharda Mathiasa Frhr. v. Hauser (1823-1907) i Judithy z.d. Deschan (1842-1907). Ukończył studia prawnicze (dr prawa). Podjął pracę w Sądzie Krajowym (k.k. Landesgericht) w Wiedniu, gdzie był aplikantem radcowskim (1897-1898) i sekretarzem sądowym (1898-1901). Wstąpił do austriackiej służby zagranicznej m.in. pełniąc funkcje – urzędnika/attaché konsularnego Konsulatu Generalnego w Paryżu (1901-1902), attaché kons. w Bukareszcie (1902-1905), w Wielkiej Brytanii (1905), w Tangerze (1905), w Sofii (1905-1906), w Aleksandrii (1906-1909), w Wenecji (1909), attaché/konsula w Kolonii (1911-1912), w Tangerze (1912-1913), kier. konsulatu w Pittsburgu (1913-1918).
Po upadku monarchii austro-węgierskiej pracował w węgierskim Ministerstwie Spraw Zagranicznych (1918-1919), po czym został tymczasowo aresztowany przez komunistów węgierskich (1919). Ponownie prac. MSZ (1919-1921), urzędnik wydz. paszportowego/kier./konsul gen. konsulatu w Krakowie (1921-1922) i kier. biura tłumaczeń w węgierskim Ministerstwie Spraw Zagranicznych (1922-1923). Na przełomie lat 1923–1924 zwolniony ze służby zagranicznej.